# Fernán Rivera
Fernán Rivera é um ator, escritor e roteirista colombiano. Tornou-se conhecido por ser o autor principal da telenovela En los tacones de Eva, a qual foi adaptada no México em Por ella soy Eva.

## Filmografia
- Por ella soy Eva (2012)
- A corazón abierto (2010)
- En los tacones de Eva (2006)
- Amor sin remedio (2001)
- Francisco el matemático (1999)